# Apure
Apure er en af Venezuelas 23 delstater (estados).